# Kjell-Hugo Grandin
Kjell-Hugo Grandin, född 6 juli 1941 i Uppsala, är en svensk skådespelare.

## Filmografi
- 1973 – Bröderna Malm (TV-serie)
- 1974 – Brända tomten
- 1975 – Stumpen
- 1976 – Farbror Frippes skafferi (TV-serie)
- 1976 – Mina drömmars stad
- 1976 – På palmblad och rosor
- 1978 – Bevisbördan (TV-serie)
- 1979 – Katitzi (TV-serie)
- 1981 – Pank (TV-serie)
- 1981 – Varning för Jönssonligan
- 1982 – Hedebyborna (TV-serie)
- 1983 – Med Lill-Klas i kappsäcken
- 1983 – Profitörerna (TV-serie)
- 1986 – Prästkappan (TV-serie)
- 1990 – Fiendens fiende (TV-serie)
- 1992 – Jönssonligan & den svarta diamanten
- 1992 – Rederiet (TV-serie)
- 1994 – Bert (TV-serie)
- 1997 – Snoken (TV-serie)
- 1999 – S:t Mikael (TV-serie)
- 2009 – Playa del Sol (TV-serie)

## Teater

### Roller (ej komplett)
| År   | Roll                      | Produktion                                            | Regi            | Teater                 |
| ---- | ------------------------- | ----------------------------------------------------- | --------------- | ---------------------- |
| 1971 | Huitt                     | De vilda svanarna H.C. Andersen                       | Fred Hjelm      | Stockholms stadsteater |
| 1972 | Baby                      | En lycklig tilldragelse Sławomir Mrożek               | Lars Edström    | Stockholms stadsteater |
| 1972 | Passepartout              | Jorden runt på 80 dagar Bengt Ahlfors och Jules Verne | Jonas Cornell   | Stockholms stadsteater |
| 1973 | Oswald                    | Kung Lear William Shakespeare                         | Kalle Holmberg  | Stockholms stadsteater |
| 1973 | Krassi                    | IK Kamraterna Sigvard Olsson och Fred Hjelm           | Fred Hjelm      | Stockholms stadsteater |
| 1974 | Aslaks gäng               | Peer Gynt, del I Henrik Ibsen                         | Fred Hjelm      | Stockholms stadsteater |
| 1976 | Ernst Röbel m. fl.        | Längtan Frank Wedekind                                | Jonas Cornell   | Stockholms stadsteater |
| 1977 | Laurenz Schärer, musketör | Slaget vid Lobositz Peter Hacks                       | Friedo Solter   | Stockholms stadsteater |
| 1979 | Gubben                    | Två på häst och en på åsna Oldrich Danek              | Thomas Ryberger | Stockholms stadsteater |
| 1980 |                           | I vackra drömmars land Lars Björkman                  | Pierre Fränckel | Riksteatern            |
| 1980 | Väljaren Vaktmästaren     | Hoppla, vi lever! Ernst Toller                        | Fred Hjelm      | Stockholms stadsteater |
| 1981 | Attilio                   | Lördag, söndag, måndag Eduardo De Filippo             | Andris Blekte   | Stockholms stadsteater |
| 1985 | Kyparen En tjock man      | Herr Puntila och hans dräng Matti Bertolt Brecht      | Fred Hjelm      | Stockholms stadsteater |
| 1987 | Whit                      | Möss och människor John Steinbeck                     | Fred Hjelm      | Stockholms stadsteater |
| 1999 | Borgaren                  | Stockholmsblod Olov Svedelid och Kalle Sörnäs         | Peter Harryson  | Stockholms stadsteater |